# Edwardsville (Kansas)
Edwardsville is een plaats (city) in de Amerikaanse staat Kansas, en valt bestuurlijk gezien onder Wyandotte County.

## Demografie
Bij de volkstelling in 2000 werd het aantal inwoners vastgesteld op 4146.
In 2006 is het aantal inwoners door het United States Census Bureau geschat op 4510, een stijging van 364 (8.8%).

## Geografie
Volgens het United States Census Bureau beslaat de plaats een oppervlakte van
24,0 km², waarvan 23,3 km² land en 0,7 km² water. Edwardsville ligt op ongeveer 253 m boven zeeniveau.

## Plaatsen in de nabije omgeving
De onderstaande figuur toont nabijgelegen plaatsen in een straal van 12 km rond Edwardsville.